# Desperacja (film 2006)
Desperacja – amerykański horror z 2006 r. Film powstał na podstawie książki Stephena Kinga o takim samym tytule. Reżyserem filmu był Mick Garris, a scenariusz napisał Stephen King. Premiera odbyła się ok. dwa lata po rozpoczęciu produkcji. Film wyróżnia się także długim czasem trwania (przeszło dwie godziny).

## Opis fabuły
Miejscem akcji jest opustoszała miejscowość Desperation oraz jej pustynne okolice. Szalony i ogromny szeryf porywa i aresztuje przypadkowe osoby pod pretekstem przemytu marihuany (którą im podrzuca). Potem więzi je w swoim posterunku w Desperation lub zabija. Wszyscy mieszkańcy miasta są wymordowani i leżą na ulicach. Jedynym ocalałym prócz szeryfa jest jego znajomy, który zostaje uwięziony wraz z innymi. Wśród więźniów są też trzyosobowa rodzina Carverów (której szeryf zabił córeczkę), Mary Jackson (której szeryf zabił męża) i pisarz John Marrinville. Ten ostatni zdołał w ostatniej chwili przekazać strzępki informacji swojemu agentowi, który jechał parę kilometrów za nim wraz z autostopowiczką. Więźniowie muszą współpracować ze sobą, by przeżyć i uciec ze strasznej miejscowości.
Wygląda na to, że szeryf powoli wykrwawia się na śmierć, ale gdy zabiera gdzieś Ellen Carver, jej syn David, ministrant, postanawia nie czekać, tylko ratować matkę. Udaje mu się wymodlić pomoc i otrzymuje mydło. To pozwala mu nasmarować skórę i prześliznąć się przez kraty. Pozostali więźniowie w tym czasie odciągają uwagę groźnego psa, który ich pilnował. David chodzi po upiornych budynkach miejscowości i mimo strachu w końcu znajduje klucze i pistolet.
Tymczsem agent Johna i jego autostopowiczka znajdują w pobliżu szosy opuszczone pojazdy. Postanawiają jechać do Desperation, by powiadomić o dziwnych zjawiskach tamtejszą policję. Zastają jednak bardzo dziwne i upiorne zjawiska jak np. krew w automacie do gry.
David wraca do pozostałych, pistoletem unieszkodliwia psa (który o mało co go nie zabija) i uwalnia wszystkich więźniów. Więźniowie spotykają agenta i autostopowiczkę. Postanawiają razem przeczekać noc w miejscowym teatrze.
Tymczasem na posterunek wraca Ellen. Nie ma przy niej szeryfa. okazuje się, że jest pod wpływem jakiegoś demona (podobnie jak wcześniej szeryf). Jest zdenerwowana/y tym, że więźniowie uciekli. Okazuje się, że demonowi posłuszne są wszystkie zwierzęta i owady. Z ich pomocą zaczyna szukać więźniów. Wkrótce ich znajduje i zaczyna się niebezpieczna walka o życie. Byli więźniowie, podobnie jak widzowie, dowiadują się, z czym mają do czynienia.
Okazuje się, że w przeszłości w okolicach Desperation były kamieniołomy i kopalnie, gdzie Amerykanie wykorzystywali niewolniczą pracę Chińczyków. W jednej z kopalń górnicy dokopali się do dziwnej komory i uwolnili demona, sami ginąc w katastrofie kopalni. Poznajemy też przeszłość Johna, który, okazuje się, ma na sumieniu życie dziesiątek Wietnamczyków, których nie ostrzegł przed zamachem. John postanawia więc poświęcić życie i zlikwidować siedzibę demona. Po dziwnej dyskusji z demonem John osiąga swój cel, neutralizując niebezpieczeństwo kosztem życia.

## Obsada
- Tom Skerritt jako John Marrinville
- Ron Perlman jako Collie Entragian
- Steven Weber jako Steve Ames
- Shane Haboucha jako David Carver
- Annabeth Gish jako Mary Jackson
- Charles Durning jako Tom Billingsley
- Matt Frewer jako Ralph Carver
- Henry Thomas jako Peter Jackson
- Kelly Overton jako Cynthia Smith
- Sylva Kelegian jako Ellen Carver
- Sammi Hanratty jako Pie Carver
- Ewan Chung jako Shih
- Alain Uy jako Cha'an